# Vicenç Plantada i Fonolleda
Vicenç Plantada i Fonolleda (?, segle xix — ?, segle XIX), fou folklorista, veterinari i mestre d'instrucció primària.
Molt popular en la comarca vallesana, figurà en la política, sent un dels més entusiastes partidaris d'Unió Catalanista. Col·laborà en el Butlletí del centre Excursionista de Catalunya i en altres publicacions, i e li deu: Alguns amics íntims de l'agricultor (Barcelona, 1880), Teories per a impedir la formació del granis i el desenvolupament del vent en els dies tempestuosos; Costums populars del Vallès que s'han perdut, i Orb hospitalària per a malalties infeccioses, (1885), Lo turó de la bandera. Episodis de la guerra del francès.